# 우징위
우징위(중국어 간체자: 吴静钰, 정체자: 吳靜鈺, 병음: Wú Jìngyù, 한자음: 오정옥, 1987년 2월 1일~)는 중화인민공화국의 여자 태권도 금메달리스트이다. 2008년 하계 올림픽, 2012년 하계 올림픽에 참가하여 49kg급에서 금메달을 획득하였다. 우징위는 올림픽 이외에도 세계 태권도 선수권 대회나 아시안 게임에서 메달을 여러 개 획득하였다.

## 같이 보기
- 2012년 하계 올림픽 중국 선수단
- 2012년 하계 올림픽 태권도
- 올림픽 태권도 메달리스트 목록